# SMS Goeben
SMS Goeben byl bitevní křižník třídy Moltke německé Kaiserliche Marine a později i osmanského a tureckého námořnictva. Za první světové války operoval z tureckého Istanbulu jak v Egejském, tak v Černém moři. 
V průběhu let loď několikrát změnila své jméno. Do 16. srpna 1914, kdy vstoupila do tureckého námořnictva, nesla jméno SMS ''Goeben. Pojmenován byl po pruském generálovi Augustu Karlu von Goeben. Poté byla přejmenována na Yavuz Sultan Selim po osmanském sultánovi Selimovi I. Hroznému. V roce 1930 došlo k vypuštění slova Sultan, loď tedy nesla jméno Yavuz Selim. Roku 1936 došlo k poslední změně, kdy byl bitevní křižník překřtěn na TGC Yavuz.

## Stavba
Stavba byla zahájena společností Blohm & Voss v srpnu 1909 v jejích loděnicích v Hamburku. Primární výzbroj sestávala z deseti 280mm děl rozdělených po dvou do pěti věží. Tři věže (jedna přední a dvě zadní) byly umístěny v ose lodi, dvě prostřední pak mimo osu: ta přednější na pravoboku, zadnější pak na levoboku. Zásoba munice činila 100 granátů pro středoosé a 80 pro mimoosé věže. Sekundární výzbroj zahrnovala dvanáct 150mm děl rozmístěných v obrněných kasematech ve střední části lodi, šest po každé straně. Dělostřelecká výzbroj byla završena dvanácti 88mm děly. Goeben byl také vybaven čtveřicí 500mm torpédometů, jeden na přídi, jeden na zádi a jeden na každé straně lodi. Výzbroj byla doplněna osmi 1,1m světlomety. Loď byla rozdělena na 15 vodotěsných oddílů a měla 7 palub. Pancéřování bylo tvořeno Kruppovým niklo-ocelovým pancířem. Hlavní boční pancéřový pás měl 270 mm na svém nejtlustším místě, postupně se ke koncům zužoval na 155, 130 a 95 mm. Kasematy měly pancéřování 100 mm tlusté, přední velitelská věž 260 mm, zadní 200 mm, dělostřelecké věže 100 až 230 mm a paluby 25 až 75 m. Na vodu byla spuštěna dne 28. března 1911.

## Služba

### Předválečná služba (1912–1914)
Loď vstoupila do služby 2. července 1912. Po vypuknutí první balkánské války byla dne 6. listopadu 1912 vyslána z Wilhelmshavenu do Istanbulu, aby jako součást mezinárodní flotily podpořila zájmy svétových mocností. Nedlouho poté byla zformována německá Středomořská divize, ve které byl zahrnut Goeben spolu s lehkým křižníkem SMS Breslau původně pod velením admirála Konrada Trummlera, od 23. října 1913 pak admirála Wilhelma Souchona. V druhé polovině července 1914 kotvil Goeben v rakousko-uherské námořní základně v Pule, kde došlo k dvoutýdenní údržbě a výměně více než 4 tisíc trubek z jeho vodotrubných kotlů.

### První světová válka (1914–1918)

#### Rok 1914

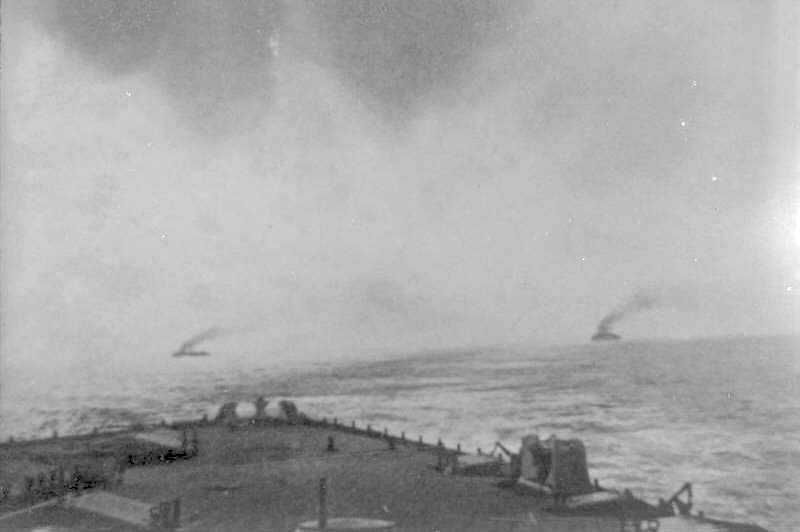
Britské lodě pronásledují unikající Goeben a Breslau

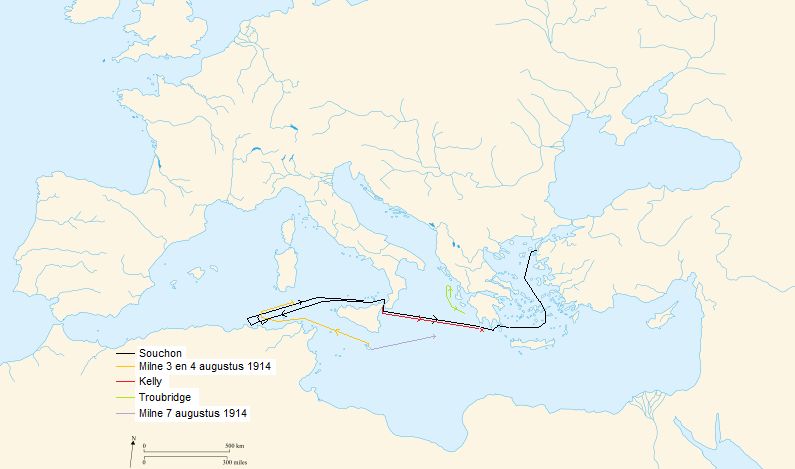
Trasa úniku křižníků Goeben a Breslau do Cařihradu

Vypuknutí první světové války zastihlo Goeben ve Středozemním moři, kde tvořil součást Mittelmeer-Division spolu s lehkým křižníkem SMS Breslau pod velením kontradmirála Wilhelma Souchona. 2. srpna 1914 dorazila eskadra do Messiny a zrána 4. srpna ostřeloval Goeben francouzský přístav v Alžíru Philippeville. Na zpáteční cestě do Messiny byl v 10.35 spatřen britskými bitevními křižníky HMS Indefatigable a HMS Indomitable, k nimž se ještě připojil lehký křižník HMS Dublin. Jelikož Velká Británie ještě nebyla ve válečném stavu s Německem (britské ultimátum mělo vypršet až ve 23.00 toho dne), nemohly lodě proti Goebenu nic podniknout. Ten jim tak kolem čtvrté hodiny odpolední zmizel z dohledu. Druhý den ráno úspěšně dorazil do Messiny, kde doplnil uhlí. Pod hrozbou italské internace však již 6. srpna vyrazil spolu s Breslau znovu na otevřené moře. Depeše, kterou dostal o den dříve, určovala za cíl cesty turecký Istanbul. Aby zmátl hlídkující britský lehký křižník HMS Gloucester, nabral prvotně severní kurz kolem italské pevniny na Jadran. Ve 22.45 však změnil směr na jihovýchodní a 7. srpna obeplouval řecký mys Matapan. V Egejském moři se pak skryl mezi Kykladskými ostrovy, přičemž Breslau byl vyslán, aby vyhledal zásobovací lodě. 9. srpna se Goeben znovu setkal s Breslau a nově i s německým parníkem Bogadir, z něhož doplnil uhlí, u ostrova Denusa. Příští ráno vyrazily spolu k Dardanelské úžině, kam dorazily v půl jedenácté večer. 16. srpna pak slavnostně vpluly do Cařihradu, kde formálně vstoupily do tureckého námořnictva. Goeben byl přejmenován na Yavuz Sultan Selim, na počest osmanského sultána Selima I. Yavuze, posádka však zůstala nezměněna a navíc byl admirál Souchon jmenován vrchním velitelem tureckého námořnictva.

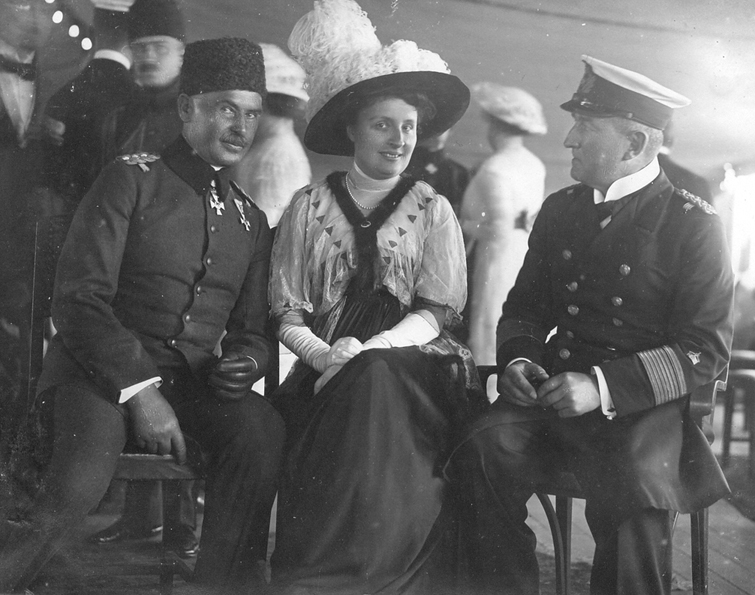
Velitel Goebenu a celé osmanské flotily kontradmirál Wilhelm Souchon (vpravo)

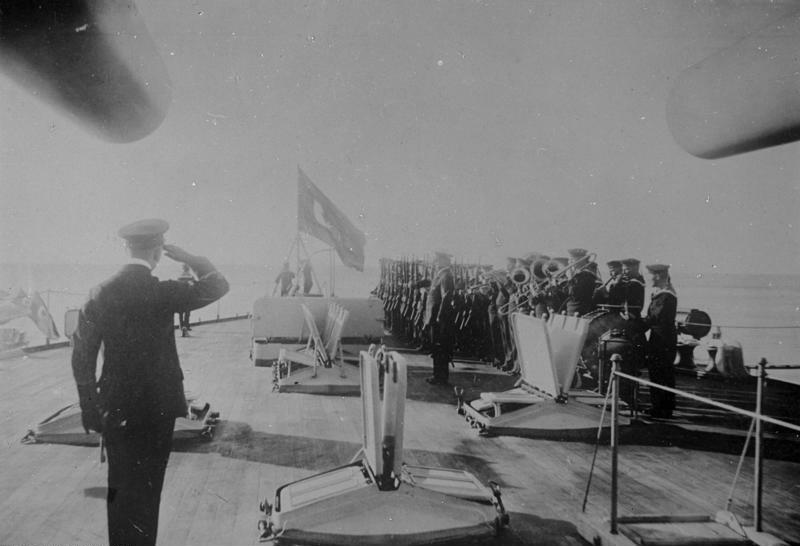
Vztyčování osmanské vlajky Goebenu, který byl tehdy formálně osmanskou lodí Yavuz Sultan Selim

V druhé polovině října se Goeben podílel na napadení ruské Černomořské floty. Útok na Černomořské loďstvo měl pomoci zatáhnout Osmanskou říši do války proti Dohodě. 29. října v 6.30 ráno Goeben, společně s tureckými torpédoborci Tasoz a Samsun, zahájil ostřelování hlavní ruské námořní základny na Černém moři — Sevastopolu. Po 17 minutové kanonádě se chystala eskadra k odplutí, když narazila na minonosku Prut s doprovodem 3 torpédoborců – Živučij, Žarkij a Lejtěnant Puščin. V následující potyčce zasáhl Goeben Lejtěnanta Puščina dvěma granáty, načež se všechny tři torpédoborce daly na ústup. Pozornost Němců se zaměřila na minonosku Prut. Její posádka, vědouc, že proti bitevnímu křižníku nemá šanci, sama potopila svou loď. Kolem deváté dopoledne pak nabraly turecké lodě kurz ke své základně v Bosporu.
18. listopadu se Goeben střetl u mysu Saryč s jádrem Černomořské floty. Ruský svaz se skládal z řadových lodí Jevstafij, Ioann Zlatoust, Pantělemjon, Tri Svjatitělja a Rostislav s doprovodem torpédoborců, jako přezvědná stráž působily tři křižníky — Pamjať Merkurija, Almaz a Kagul. Ke střetu došlo krátce po 12 hodině. Ruský svaz provedl obrat doleva a zahájil palbu. Kvůli mlze se však bitva omezila na přestřelku mezi Goebenem a Jevstafijem. Ve 12.35 se Goeben odpoutal a zmizel v mlze. Byl zasažen třemi granáty ráže 305 mm a 11 menších ráží. Zemřelo 115 námořníků, dalších 59 jich bylo zraněno. Škody na lodi však nebyly vážné a ta mohla pokračovat v normálním provozu. Zato Jevstafij udržel vážnější škody, které ho udržely několik měsíců mimo službu. Byl zasažen čtyřmi projektily ráže 280 mm, padlo 33 námořníků a 25 jich bylo raněno.
10. prosince ostřeloval Goeben spolu s dělovým člunem Peykisevket přístav Batumi. 25. prosince pak vyplul k přístavu Zonguldak, ke kterému mířila ruská flota. Ke střetu nakonec nedošlo, ale při zpáteční cestě byl Goeben 26. prosince těžce poškozen výbuchem miny u ústí Bosporu.

#### Rok 1915

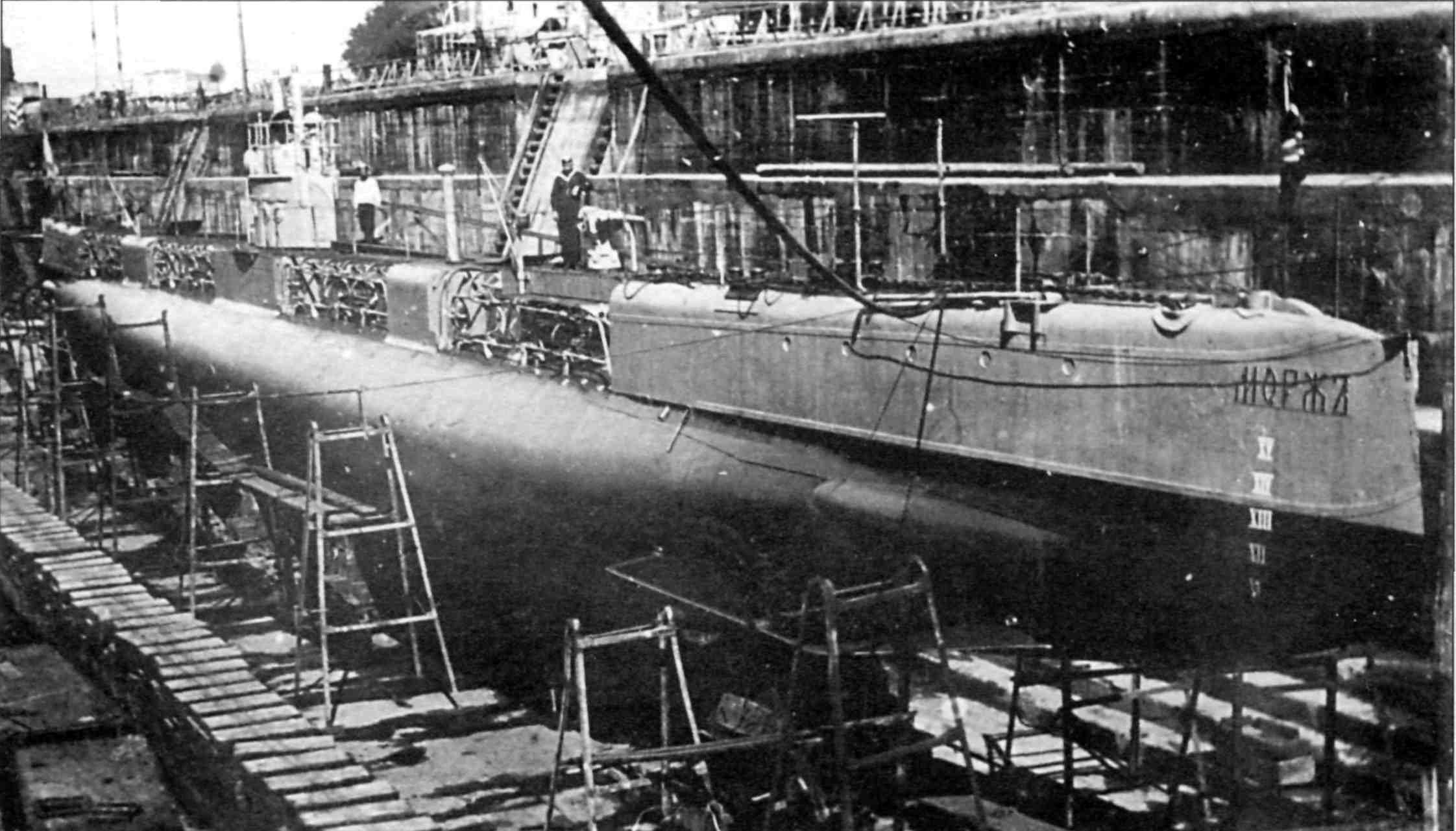
Ruská ponorka Morž v suchém doku

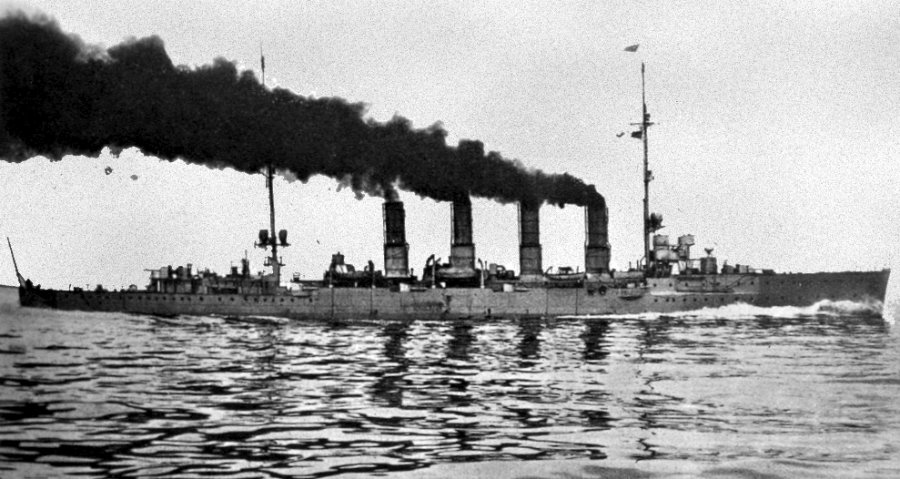
Lehký křižník Breslau

V dubnu 1915 se Goeben účastnil výpadu tureckého námořnictva na Oděsu. Spolu s křižníkem Breslau tvořil zajišťovací skupinu hlavních sil. Z Bosporu vypluly 1. dubna na místo určení. Zde se jim podařilo zneškodnit dvě ruské obchodní lodě převážející cukr. 3. dubna spatřily obě německé lodě hlavní jádro ruského loďstva a obrátily se zpět k cestě do Bosporu. Kolem třetí hodiny zmizely pronásledujícím řadovým lodím, avšak stále je sledoval křižník Pamjať Merkurija s početným doprovodem torpédoborců. Navečer se torpédoborce pokusily provést torpédový útok, povedlo se to ale jen torpédoborci Gněvnyj. Obě jeho torpéda cíl minula, ale admirál Souchon raději nechal zvýšit rychlost a tím se odpoutal od ruských lodí.
11. května se Goeben opět střetl s ruskými řadovými loděmi, tentokráte poblíž Bosporu. Palba byla zahájena v 7.50 ze vzdálenosti 17 kilometrů současně Goebenem a Jevstafijem. Německý bitevní křižník obdržel tři zásahy, z nichž jeden vyřadil jedno dělo ráže 150 mm. V 8.12 proto zastavil palbu a pokusil se odlákat ruskou flotu od Bosporu. Rusové Goeben pronásledovali několik hodin, než se jim okolo 14.30 ztratil z dohledu a vrátil se na základnu. V podzimních měsících byl pak nasazován k ochraně tureckých konvojů s uhlím, které byly neustále napadány menšími jednotkami ruského loďstva.Při jedné této eskortní plavbě byl Goeben 14. listopadu napaden ponorkou Morž, která po něm vypálila dvě torpéda. Křižník obě torpéda vymanévroval, avšak po tomto incidentu přestal být využíván k doprovodu konvojů.
Tohoto roku byly také z lodě odstraněny dvě 150mm a čtyři 88mm děla, která byla použita na pevnině k posílení obrany Dardanel.

#### Rok 1917

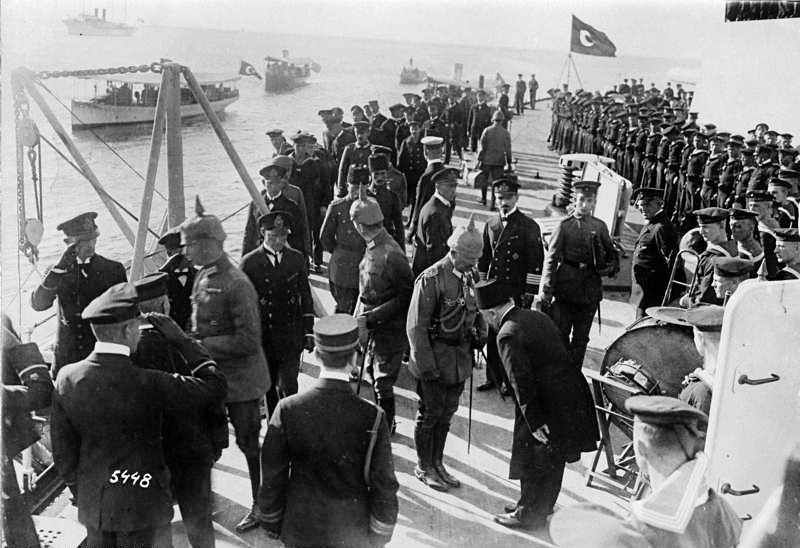
V roce 1917 Goeben vůbec nevyplul na moře, zato ho navštívil sám německý císař Vilém II. Pruský

Kvůli akutnímu nedostatku uhlí u tureckého námořnictva Goeben tento rok nepodnikl žádnou bojovou akci, dokonce ani nevyplul na moře.

#### Rok 1918
19. ledna vyplul Goeben v čele tureckého svazu (spolu s ním lehký křižník Breslau a torpédoborce Basra, Numuneihamiyet, Samsun a Muavenetimilliye) z Cařihradu. Cílem byl výpad do Egejského moře, potopení hlídkujících torpédoborců a monitorů kotvících v zátoce Kusu na Imbrosu. Poté mělo být na tomto ostrově ostřelováno letiště. Nakonec se měl Goeben vydat k ostrovu Lémnos a tam ostřelovat lodě v zátoce Mudros. Ráno 20. ledna vyplul svaz z Dardanelské úžiny, avšak již v 6.10 narazil Goeben na minu. Výbuch nezpůsobil vážnější škody, proto obě německé lodě pokračovaly k ostrovu Imbros, zatímco turecké torpédoborce zůstaly u ústí Dardanel, aby je chránily před ponorkovou aktivitou. Goeben prvně zničil radiostanici a dvě obchodní lodě u mysu Kefalo, poté přenesl palbu na britské monitory HMS Raglan a HMS M 28. Po jejich potopení šla ke dnu ještě jedna obchodní loď. Jelikož na Imbrosu již nezbývaly žádné cíle, obě německé lodě zamířily k ostrovu Lémnos. V 8.31 však narazil Breslau na miny a stal se neovladatelným. Goeben se jej pokusil vzít do vleku, sám ale v 8.55 najel na minu. Breslau se nepodařilo zachránit, proto se viceadmirál Hubert von Rebeur-Paschwitz (velitel svazu, velící z Goebenu) rozhodl s Goebenem vrátit na základnu. V 9.48 opět narazil na minu, opět se to obešlo bez vážných škod. Trable bitevního křižníku ale neskončily, neboť v 11.32 najel při ústí Dardanel na mělčinu. Loď byla odlehčena, avšak po dobu sedmi dní se ji nepodařilo vyprostit. Mezitím britské letouny svrhly na Goeben více než 180 pum, které ale dobře pancéřovaný křižník nemohly ohrozit. 26. ledna byl konečně uvolněn a vrátil se na základnu.
Po vyhlášení příměří mezi Dohodou a Tureckem 1. listopadu bylo Goebenu, který byl oficiálně tureckou lodí, zakázáno odplout, a tak viceadmirál Rebeur-Paschwitz 2. listopadu stáhl svou admirálskou vlajku a předal křižník tureckému kontradmirálu Arisovi. Teprve tím se stal Goeben fakticky tureckou lodí.

### Služba v tureckém námořnictvu (1918–1950)

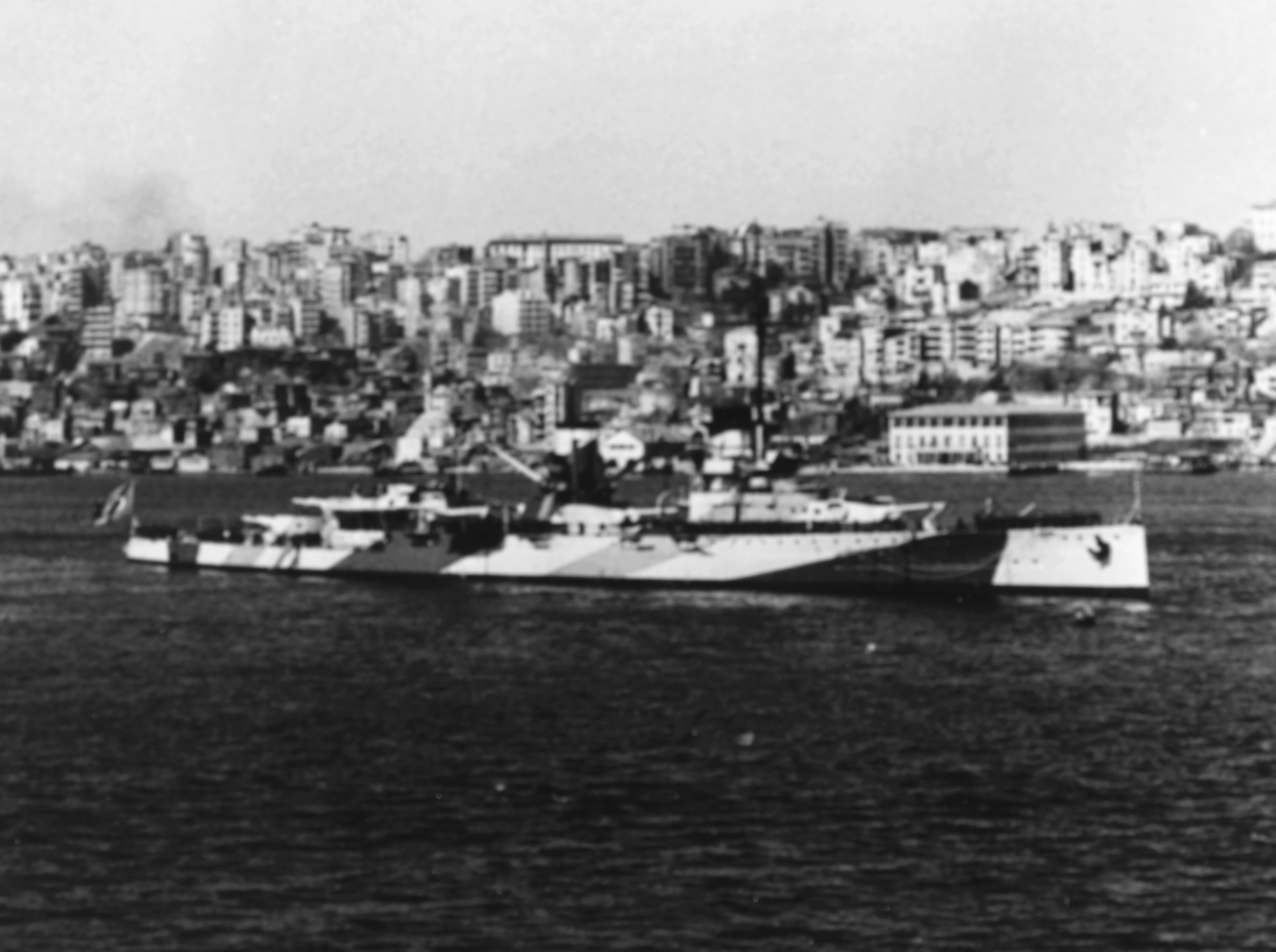
Yavuz v roce 1946

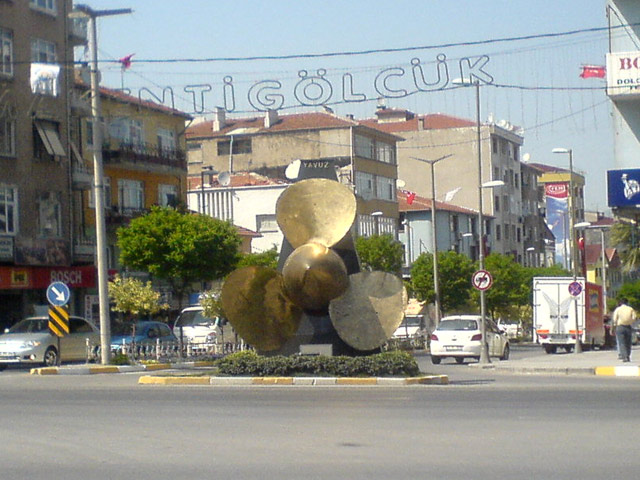
Lodní šroub Yavuzu je k vidění na křižovatce v tureckém městě Gölcük

Po vytvoření Turecké republiky vyvstala i otázka koncepce nového republikového námořnictva. Turecké armádní velení uvažovalo nad možností omezit operační prostor námořnictva na Marmarské moře a přilehlé pobřežní oblasti a podřídit jej oblastnímu armádnímu velení. To by znamenalo, že si turecké námořnictvo vystačí s menšími loděmi. Osobní zásah prezidenta Mustafy Kemala, který si přál silné loďstvo, však zapříčinil neúspěch této politiky. Samotný Yavuz Sultan Selim proto prošel v letech 1927 až 1930 rozsáhlými opravami, při kterých byly odstraněny dva torpédomety. V roce 1930 bylo z názvu lodě vypuštěno slovo Sultan, jméno tedy bylo až do roku 1936 Yavuz Selim, kdy byl bitevník znovu přejmenován, tentokráte na TGC Yavuz. V letech 1930, 1939, 1941 a 1946 byla posílena protiletadlová obrana křižníku. V roce 1947 tak výzbroj TGC  Yavuz sestávala kromě deseti 280mm a deseti 150mm děl z osmi 76mm víceúčelových, osmnácti 40mm protiletadlových a dvacetičtyř 20mm protiletadlových kanónů.